# Dhaulagiri

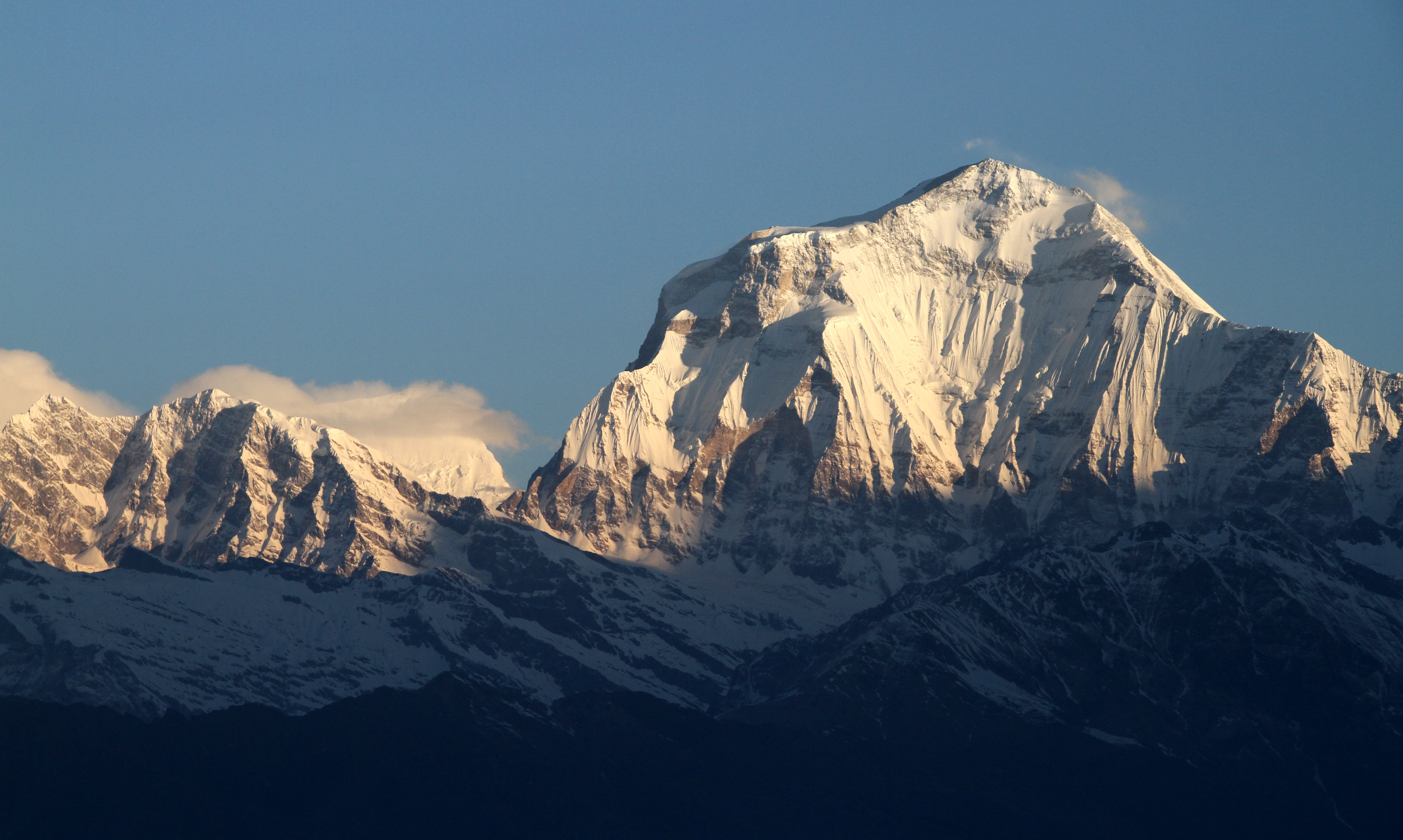
Dhaulagiri

Khối núi Dhaulagiri ở Nepal kéo dài 120 km (70 dặm) từ sông Kaligandaki phía tây đến Bheri. Khối núi này được bao bọc ở phía bắc và phía tây nam vào các nhánh của sông Bheri và về phía đông nam của Myagdi Khola. Dhaulagiri tôi là ngọn núi cao thứ bảy trên thế giới ở độ cao 8.167 m (26.795 ft) trên mực nước biển. Lần đầu có người leo lên đỉnh núi này vào ngày 13 tháng năm 1960 bởi một đoàn thám hiểm Thụy Sĩ / Áo / Nê-pan.
Tên của núi là धौलागिरी (Dhaulagiri) trong tiếng Nepal. Tên này xuất phát từ tiếng Phạn khi धवल (dhawala) có nghĩa là rực rỡ, trắng, đẹp và गिरि (giri) có nghĩa là núi. Dhaulagiri I cũng là điểm cao nhất của lưu vực sông Gandaki.
Annapurna I (8,091m / 26.545 ft) có khoảng cách 34 km về phía đông của núi Dhaulagiri I. Sông Kali Gandaki chảy giữa hai trong hẻm núi Kaligandaki, được cho là sông sâu nhất thế giới. Thị trấn Pokhara là phía nam của Annapurnas, một trung tâm khu vực quan trọng và là cửa ngõ cho các nhà leo và leo núi đến thăm cả hai dãy cũng như một điểm đến du lịch theo đúng nghĩa của nó.